# Anarta alpina
Anarta alpina là một loài bướm đêm trong họ Noctuidae.